# Simon (spel)

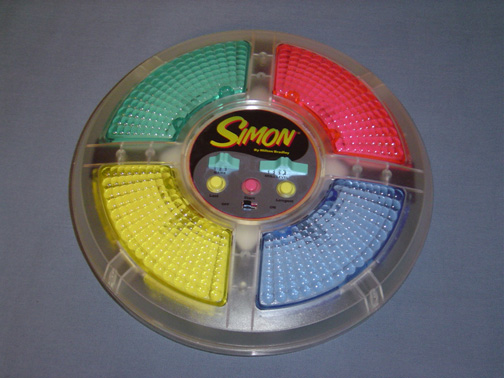
Simon-spel

Simon is een elektronisch geheugenspel uitgevonden door Ralph H. Baer en Howard J. Morrison en werd ontwikkeld en uitgebracht door Studio 54 in 1978. Het duurde echter tot begin de jaren 1980 eer het spel verkrijgbaar was in Europa. Destijds uitgebracht door MB.

## Spelverloop
De meeste versies van Simon bestaan uit een ronde plastic vorm met daarop 4 knoppen, elk in een andere kleur. Elke knop speelt een andere toon:
- Rood: la
- Groen: hoge la
- Blauw: re
- Geel: sol

Het spel laat een bepaalde toon horen, waarbij de overeenkomstige drukknop oplicht. De speler dient binnen een bepaalde tijd die knop in te drukken. Indien correct, hoort de speler deze toon opnieuw, gevolgd door een tweede toon. De speler dient dan de 2 overeenkomstige knoppen terug in te drukken. Vervolgens laat het spel 3 tonen horen, ...  Dit blijft zo verdergaan tot de speler een fout maakt of te lang wacht.
Later verschenen er nog varianten met meer drukknoppen.
Van het spel bestaan diverse klonen en computerspellen. Het concept van Simon wordt veelvuldig gebruikt in avonturenspellen zoals:
- The Curse of Monkey Island: in de vorm van een banjowedstrijd
- Loom: in de vorm van een magische fluit
- The 7th Guest: de piano-puzzel